# Maru-Atón
| 01-Templo solar       | 02-Capilla solar y dos pabellones sobre una isla artificial |
| 03-Parterre de flores | 04-Depósitos de agua en forma de T                          |
| 05-Palacio            | 06-Embarcadero                                              |
| 07-Viviendas          | 08-Vestíbulo de entrada                                     |

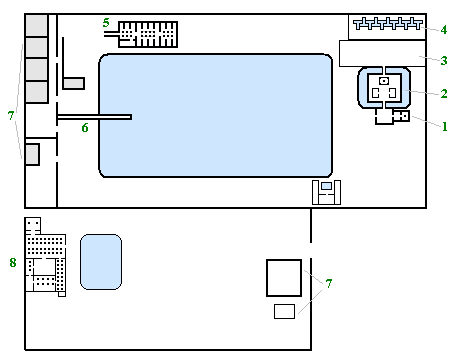
Plano del complejo de Maru-Atón y sus jardines en la ciudad de Ajetatón, actualmente enterrado bajo los cultivos en la zona de Amarna

Maru-Atón, abreviatura de Pa-maru-en-pa-aten (el Palacio Mirador de Atón) era un palacio o templo solar situado a tres kilómetros al sur del área de la Ciudad Central de Ajetatón (actualmente el-Amarna). Se cree que fue construido inicialmente para Kiya, la reina esposa de Ajenatón, pero tras su muerte su nombre y las imágenes se cambiaron por los de su hija Meritatón.
This site is now lost beneath modern fields, but was excavated first by Alessandro Barsanti in 1896 and more fully by Leonard Woolley in 1921.
Este sitio ahora está perdido debajo de los campos modernos, pero fue excavado primero por Alessandro Barsanti en 1896 y más completamente por Leonard Woolley en 1921. En la década de los años 1960, el lugar fue destruido cuando el gobierno estableció un plan de riego en la zona. Actualmente Maru-Atón está enterrado bajo campos de cultivo. Únicamente se conservan una isla artificial de forma cuadrada, una estructura con columnas y el pavimento que los rodeaba y que estaba decorado con motivos naturales. La mayoría de los pavimentos encontrados se exhiben en el Museo de Bolton, en el Reino Unido.

## Características generales
El complejo estaba formado por dos recintos contiguos, uno situado al norte y otro al sur. El recinto norte era ligeramente más grande, y ambos estaban rodeados por un muro perimetral de ladrillo. Contenían varios estanques sagrados de poca profundidad, áreas de jardín plantadas con árboles, caminos empedrados y pequeños pabellones situados en el perímetro, algunos construidos en ladrillo y otros en piedra.
Las inscripciones de cantería halladas indicaban que el nombre del lugar fue Maru-Atón, identificado como un templo solar o templo panorámico. También se esculpió el nombre de Meritatón, la hija mayor y heredera de Ajenatón. Sin embargo, su nombre se escribió sobre otro anterior. Al principio se creyó que el templo estaba destinado a Nefertiti, pero posteriormente se concluyó que fue dedicado a Kiya, una esposa secundaria de Ajenatón.

## El recinto norte

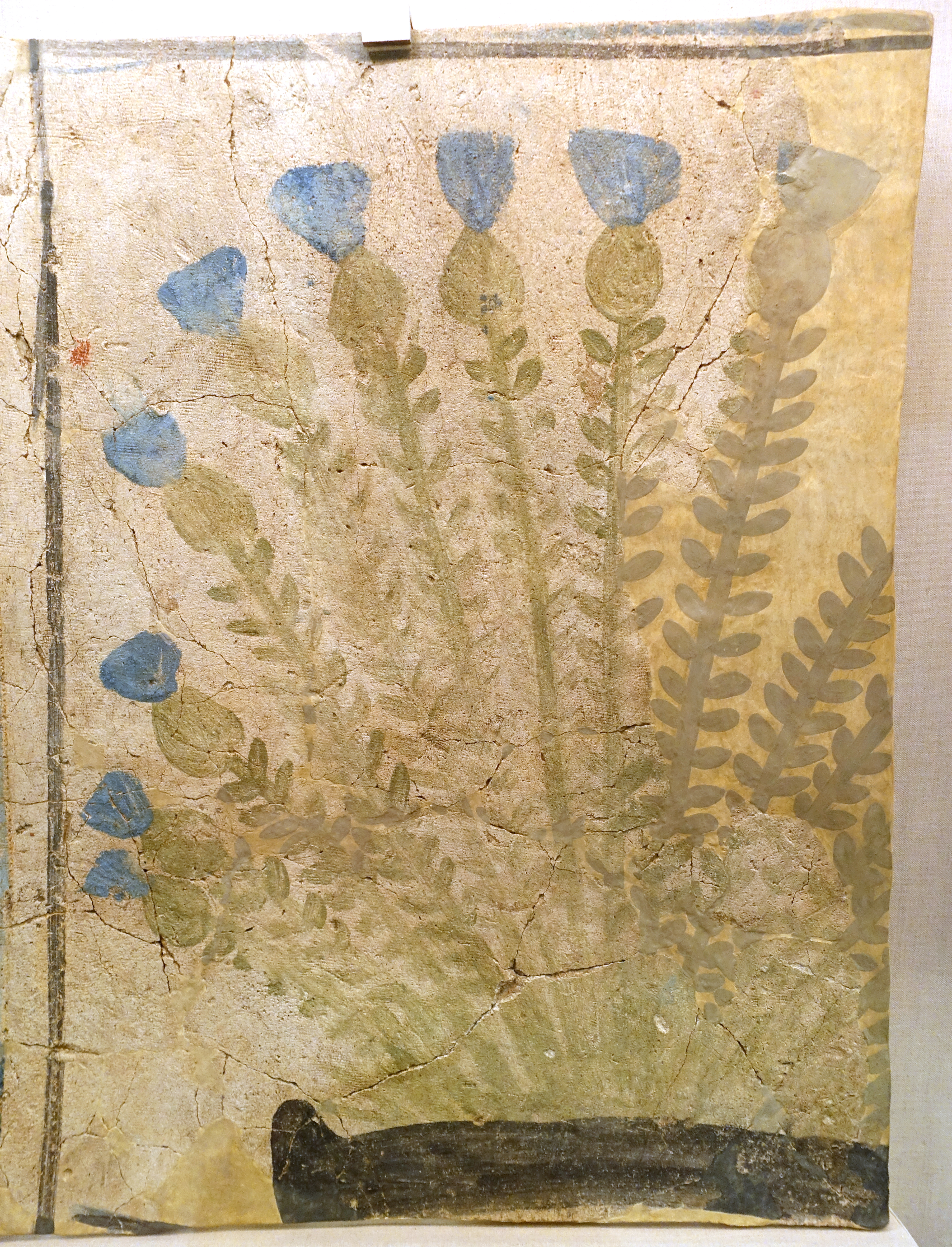
Fragmento de pavimento pintado con flores de aciano, Maru-Atón, Amarna. Instituto Oriental de Chicago, Universidad de Chicago

El recinto norte tenía un gran lago central de 120 por 60 metros de longitud y un metro de profundidad, alrededor del cual se disponían diversos edificios. Las paredes laterales del estanque tenían una forma inclinada y un pavimento de gravilla, similar al lago del palacio de Amenofis III en Malkata. Estaba rodeado por un jardín de árboles, plantados dentro de unos huecos rellenos de tierra del Nilo y cercados por un murete bajo de barro.
En la zona oriental del recinto se construyó un importante grupo de elementos religiosos destinados a la contemplación del dios solar por parte de la familia real. Este conjunto incluía un área con depósitos de agua, un parterre de flores, un templo y un quiosco sobre una isla artificial rodeada de agua.

### Templo solar
El templo solar constituía el edificio más importante del complejo. Se situaba en la intersección de dos ejes, uno en dirección norte-sur, que alineaba las distintas edificaciones de esta área, y otro en el sentido este-oeste, formado por la prolongación de la línea del embarcadero y que dividía el lago en dos partes iguales.
Era un ejemplo típico de templo de estilo amarniense, con un patio exterior rodeado por cuatro columnas, realizadas en alabastro en su parte inferior y en arenisca en la superior. En su muro este se adosaba un pronaos con cuatro columnas y un santuario abierto al aire libre, con un altar central expuesto al sol y flanqueado por dos columnas a cada lado. Se piensa que sobre el altar podría haber existido una ventana de las apariciones, dedicada a la contemplación y adoración de Atón al amanecer.
Este santuario tenía una decoración muy profusa. Los fustes de las columnas estaban esculpidos con guirnaldas de uvas e imágenes de patos, y los capiteles tenían forma de loto. Los dinteles eran de alabastro y los muros se adornaban con relieves, incrustaciones e inscripciones.

### Quiosco e isla artificial
El elemento central de la zona este era un quiosco, constituido por una capilla solar rodeada de columnas. Se alzaba sobre una plataforma de piedra a la que se accedía mediante una escalinata. En el centro se levantaba un trono o altar para las ofrendas. Los fustes de las columnas tenían forma de junco, y el exterior de los muros estaba decorado con motivos de animales y plantas. Según algunos investigadores, el quiosco habría servido como toldo, un altar en forma de plataforma mencionado en numerosas inscripciones. 
El edificio se situaba en el centro de un foso artificial, de manera que formaba una pequeña isla cuadrada. La capilla estaba flanqueada por dos pabellones simétricos situados delante de ella. Sus fachadas frontales estaban abiertas y dos pilares flanqueaban la entrada. Las jambas imitaban la forma de un junco y los muros tenían incrustaciones de cuarcita o alabastro. Los suelos también eran de alabastro y las paredes interiores estaban cubiertas de mayólica.

### Depósitos de agua
Detrás de la isla artificial y del parterre de flores, en la esquina noreste del recinto, se localizaba el patio de agua. Era un espacio rectangular constituido por un grupo de trece depósitos de agua en forma de T. Estaban dispuestos linealmente, en posición alterna hacia arriba y hacia abajo, de forma que se entrelazaban entre sí. Se disponían de manera asimétrica respecto al eje del quiosco. Una estructura sobre pilares proporcionaba sombra al conjunto.
Las paredes laterales de los depósitos estaban inclinadas y se decoraban con imágenes de plantas acuáticas por encima del nivel del agua, y pintadas de blanco en la parte inferior. El suelo que bordeaba los depósitos estaba pavimentado con paneles de yeso que se adornaban con escenas de la naturaleza y motivos de animales, tales como aves y novillos. El empleo de colores vivos podía ser simbólica y recuerda al Palacio del Norte. La obra pictórica muestra una buena composición y una gran habilidad técnica en la ejecución de los detalles.
En la fase inicial de su construcción se excavó la totalidad del área y se levantaron unos muros transversales de ladrillo. El suelo también se pavimentó del mismo material. Dos de los pilares se reforzaron con vigas de madera apoyadas transversalmente en capas superpuestas.
Según algunas hipótesis, cada depósito simbolizaba un mes del año con su flora específica, y se destinaba a la celebración del festival mensual denominado el Nacimiento de Atón (mswt-ltn).

### Palacio
En la parte noroeste del lago se emplazaba un edificio longitudinal que se piensa que podría haber sido un palacio del templo, con una función ceremonial y ritual. Se accedía al mismo a través de un largo pasadizo entre muros, situado en su lado occidental. El interior estaba formado por tres espacios divididos por dos muros transversales.
En el primer espacio había dos filas de tres columnas, formando a su vez tres estancias longitudinales. Se piensa que el muro trasero habría tenido una imagen del dios Atón y podría haber albergado un trono. Los balaustres estaban decorados con franjas de colores.  La estancia situada al sur podría haber sido una alcoba donde el rey se habría retirado a adorar a Atón. En la parte norte había tres habitaciones contiguas, construidas con pavimentos de ladrillo y paredes encaladas.
El segundo recinto era el mayor de los tres. Tenía dos filas de columnas y cuatro habitaciones a cada lado. Un murete de ladrillo de unos 25 centímetros de altura, construido contra las bases de las columnas, separaba la parte central del patio, que quedaba abierta al aire libre. Desde el lado oeste, flanqueado por dos pequeñas columnas, se llegaba a unas estancias construidas en barro y decoradas con motivos de uvas y granadas. Dos escaleras permitían subir a una terraza cubierta.
El tercer espacio tenía una sala central con tres habitaciones a cada lado, usadas probablemente como bodegas, puesto que en ellas se encontraron numerosas vasijas de vino rotas. Los muros de esta zona estaban enlucidos con cemento y pintados al temple con diseños de vides y granadas.

### Viviendas
La zona oeste estaba separada del resto del recinto por un muro, en cuyo interior había un grupo de viviendas en hilera, similares a las de la villa de los trabajadores de Amarna. Tenían un estrecho patio común en su lado este donde se guardaban los animales. Cada casa estaba formada por tres estancias sucesivas: una entrada delante, una sala intermedia con dos columnas y dos pequeñas habitaciones en la parte posterior. En ellas residían los trabajadores u oficiales del templo.

### Embarcadero
Desde el punto medio de este muro de separación sobresalía un embarcadero de piedra largo y estrecho que se adentraba en el lago. Estaba formado por dos muros de contención y en su extremo tenía un quiosco decorado.

### Pabellón sureste
En la esquina sureste del lago se ubicaba un pabellón cuadrado, formado por dos cuerpos laterales que flanqueaban un núcleo central frente a un pequeño estanque. Estas dos alas estaban constituidas por un sótano y probablemente por una logia en la parte superior. La parte central del edificio tenía varias habitaciones cuya función se desconoce.

## El recinto sur
Dentro del recinto sur se encontraba el denominado vestíbulo de entrada, una gran estancia con cuatro filas de nueve columnas cada una. Las dos columnatas centrales formaban un corredor que se abría hacia la calle en su lado oeste y al interior del recinto al este. Al norte del vestíbulo de entrada había otra sala columnada y al sur, un patio con un altar o trono rodeado por tres o más habitaciones también con columnas. Los capiteles de piedra caliza de las columnas eran palmiformes y estaban pintados con colores vivos. Enfrente de estas edificaciones se situaba un estanque de menor tamaño que el lago del norte. A continuación se extendía un jardín plantado con arbustos, al final del cual se ubicaban dos viviendas.

## Simbolismo

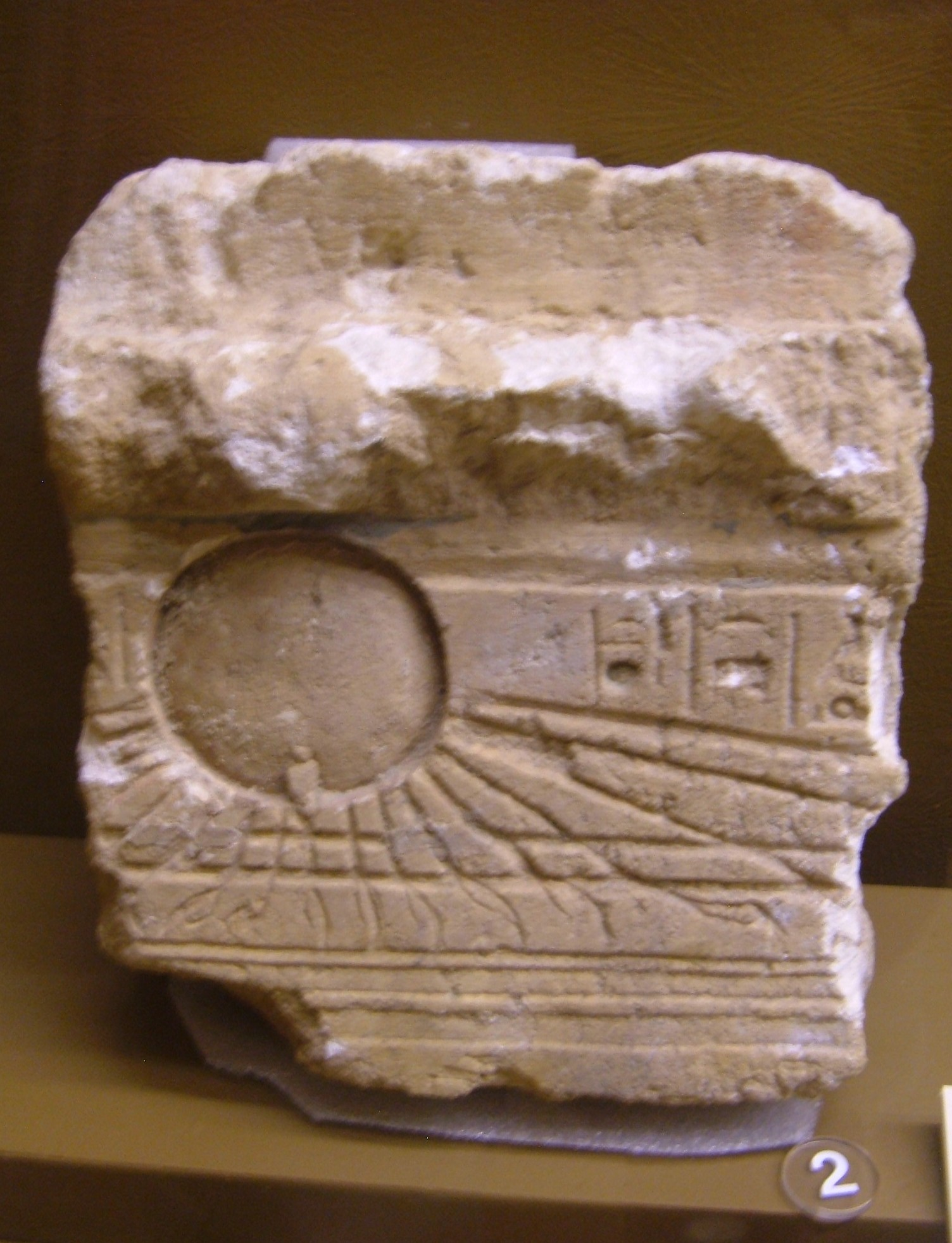
Dintel de piedra caliza con la imagen de Atón, Maru-Atón, Amarna. Museo Egipcio Rosacruz, San Jose, California. © BrokenSphere / Wikimedia Commons.

El templo solar estaba conectado visualmente al lago mediante un eje este-oeste común a ambos. Al amanecer, se podía contemplar la salida de Atón desde el embarcadero situado en el lado oeste del lago, reflejado en la superficie del agua, mientras que al atardecer se veía el disco solar desde el templo a medida que descendía. Es probable que el lago simbolizara el río Nilo creado por el sol, tal y como se recitaba en los himnos solares de Ajenatón.
Se ha sugerido que el quiosco podría haber sido un templo para la conmemoración del Nacimiento de Atón, un festival que se celebraría a principios de cada mes. Los once depósitos de agua situados al norte simbolizarían los once festivales mensuales restantes a lo largo del año. Los parterres de flores representarían la acción beneficiosa del sol sobre las plantas. Uno de los himnos solares de Amarna rezaba: Tus rayos nutren cada jardín. Otra teoría apuntaría a que se trataría de una representación en miniatura del cosmos, donde los once depósitos serían los once tramos de agua que el sol debía atravesar durante la noche, mientras que el quiosco sería la isla que emergía de las aguas para formar el montículo primigenio.
A excepción del cenotafio de Seti I en Abidos, Maru-Atón era el complejo religioso y simbólico más elaborado construido durante el Imperio Nuevo. A través de sus elementos arquitectónicos y su disposición, podría haber representado el poder de Atón como Creador, aunque según algunos expertos no es posible asegurarlo debido a la escasez de restos.